# Campeonato Africano de Atletismo de 2018 - 10000 m feminino
A prova dos 10000 metros feminino do Campeonato Africano de Atletismo de 2018 foi disputada no dia 4 de agosto, no Estádio Stephen Keshi,  em Asaba,  na Nigéria. 

## Recordes
Antes desta competição, os recordes mundiais e do campeonato nesta prova eram os seguintes:
|                       | Nome        | Nacionalidade | Tempo      | Local          | Data                 |
| --------------------- | ----------- | ------------- | ---------- | -------------- | -------------------- |
| Recorde mundial       | Almaz Ayana | Etiópia       | 29m 17s 45 | Rio de Janeiro | 12 de agosto de 2016 |
| Recorde do campeonato | Alice Aprot | Quênia        | 30m 26s 94 | Durban         | 25 de junho de 2016  |
| Recorde africano      | Almaz Ayana | Etiópia       | 29m 17s 45 | Rio de Janeiro | 12 de agosto de 2016 |

## Medalhistas
| Ouro              | Prata                      | Bronze               |
| Stacy Ndiwa (KEN) | Alice Aprot Nawowuna (KEN) | Gete Alemayehu (ETH) |

## Cronograma
Todos os horários são locais (UTC+1). 
| Data        | Hora  | Evento |
| ----------- | ----- | ------ |
| 4 de agosto | 19:30 | Final  |

## Resultado final
| Posição           | Atleta               | Nacionalidade   | Tempo    | Notas |
| ----------------- | -------------------- | --------------- | -------- | ----- |
| Medalha de ouro   | Stacy Ndiwa          | Quênia          | 31:31.17 |       |
| Medalha de prata  | Alice Aprot Nawowuna | Quênia          | 31:36.12 |       |
| Medalha de bronze | Gete Alemayehu       | Etiópia         | 32:10.68 |       |
| 4                 | Stella Chesang       | Uganda          | 32:29.54 |       |
| 5                 | Mercyline Chelangat  | Uganda          | 32:36.39 |       |
| 6                 | Salome Nyirarukundo  | Ruanda          | 33:14.08 |       |
| 7                 | Haftamnesh Tesfay    | Etiópia         | 33:44.92 |       |
| 8                 | Fanus Alem           | Eritreia        | 34:48.09 |       |
| 09 !              | Paule-Marie Perrier  | Ilhas Maurícias | DNF      |       |
| 09 !              | Pauline Korikwiang   | Quênia          | DNF      |       |
| 09 !              | Asnakech Awoke       | Etiópia         | DNF      |       |
| 10 !              | Elvanie Nimbona      | Burundi         | DNS      |       |
| 10 !              | Failuna Matanga      | Tanzânia        | DNS      |       |

Legenda
| Recorde mundial       | Recorde mundial (World record)               |                       | Recorde africano                      | Recorde africano (African) |                                           | Q | Classificado por posição (Qualified) |
| Recorde do campeonato | Recorde do campeonato (Championship record)  | Recorde da América    | Recorde da América (Americas)         | q                          | Classificado por melhor tempo (Qualified) |   |                                      |
| Melhor marca do ano   | Melhor marca do ano (World leading)          | Recorde asiático      | Recorde asiático (Asian)              | DNS                        | Não largou (Did not start)                |   |                                      |
| Recorde nacional      | Recorde nacional (National record)           | Recorde europeu       | Recorde europeu (European)            | DNF                        | Não terminou (Did not finish)             |   |                                      |
| Recorde pessoal       | Recorde pessoal do atleta (Personal best)    | Recorde da Oceania    | Recorde da Oceania (Oceania)          | DSQ / DQ                   | Desclassificado (Disqualified)            |   |                                      |
| Recorde da temporada  | Recorde da temporada do atleta (Season best) | Recorde sul-americano | Recorde sul-americano (South America) | NM                         | Sem marca (No mark)                       |   |                                      |